# 비란비
비란비는 일본 애니메이션 "성전사 단바인"에 등장했던 가공의 병기로, 오라 배틀러의 일종이다.

## 개요
최종결전까지 아 나라의 주력 오라 배틀러로서 사용되었다. 단바인을 발전시킨 기체로, 기체 구조나 무장 등 공통점이 많다.
처음으로 오라증폭기를 탑재한 기체로, 오라력이 낮은 일반병이라도 사용할 수 있다. 단 신형기라는 이유로, 완성 당시는 번 바닝스나 앨런 블레디 등 일부 오라력이 높은 기사에게만 주어지고 있어, 오라력이 높은 기사가 더욱 능력을 향상시키기 위한 오라 증폭기 장비라는 식이 되고 있었다. 나중에 양산되어 비쇼트 군에서도 정식 채용되고 있다. 그러나, 플레임 밤을 난사 가능한 드라믈로에 익숙해진 하급병사에게는, 화기 탄수가 적어서 본 기를 경원하는 경향이 있었다고도 한다 (반다이 간행 "오라 배틀러 대사전").
기체 색은 파랑. 무장은 오라 소드 1개와 양팔부분에 사출식 와이어 부착 클로를 각 1기. 휴대화기로서 5연장 미사일 런처를 한쪽 손 (양손도 가능)에 장비한다. 또 준비 원고에서는 4연장 외장식 오라 샷 (단바인의 것과는 모양이 다르지만, 탄창은 공통)이 준비되어 있었지만, 본편에서는 사용하지 않고, 오프닝에서만 사용한다.
여전히 오해가 많지만 바이스톤 웰의 미사일은 '유도 탄환'이 아니고 본래적인 '화약을 사용한 비행체'라고 해석해야 할 물건으로, 무유도 로켓탄을 미사일로 부르고 있는 것에 지나지 않는다. 본 기체가 미사일 런처를 주 무장으로 하고 있는 것은 비슷한 시기에 개발된 오라 샷과의 성능비교라고 생각된다.
디자인은 이즈부치 유타카. 미야타케 카즈타카가 디자인한 마사라그에 감독인 토미노 요시유키가 단바인 (가공의 병기적인 실루엣을 첨가한 러프를 클린 업한 것이다.

## 같이 보기
- 오라 머신 목록